# Venna
Il fiume Venna, nasce a circa 531 m s.l.m. nei pressi di Guardiagrele, corre per un tratto complessivo di circa 24 km prima di confluire, in riva orografica destra, nel fiume Foro.